# Gole di Cipollazzo
Le Gole di Cipollazzo (o Gole del Cipollazzo, Cipuddazzu in siciliano) sono gole naturali situate nel comune di Custonaci, provincia di Trapani.

## Descrizione
Si collocano all'interno della Riserva naturale orientata Monte Cofano e sono posizionate tra Monte Palatimone a nord e Monte Cofano a sud. Si estendono per circa un Km di lunghezza in direzione SE-NO, terminando su una parete rocciosa alta circa 40 metri a strapiombo sulla sottostante piana di Contrada Frassino. 
L'origine è indubbiamente carsica vista la natura calcarea della rocce che costituiscono tutto il complesso montuoso circostante. 
All'interno delle gole è stata individuata una grotta a prevalente sviluppo verticale denominata Abisso delle Gole di Cipollazzo (o semplicemente Abisso delle Gole) che presenta un dislivello negativo di circa 120 metri.